# Ричмонд (Калифорнија)
Ричмонд (енгл. Richmond) град је у америчкој савезној држави Калифорнија. По попису становништва из 2010. у њему је живело 103.701 становника.

## Демографија
Према попису становништва из 2010. у граду је живело 103.701 становника, што је 4.485 (4,5%) становника више него 2000. године.
|                   | 2010.            | 2000.           |
| Укупно            | 103 701 (100,0%) | 99 216 (100,0%) |
| Хиспаноамериканци | 40 921 (39,46%)  | 26 319 (26,53%) |
| Афроамериканци    | 27 542 (26,56%)  | 35 777 (36,06%) |
| Белци             | 17 769 (17,13%)  | 21 081 (21,25%) |
| Азијати           | 13 984 (13,48%)  | 12 198 (12,29%) |
| Остали            | 3 485 (3,361%)   | 3 841 (3,871%)  |